# Bainounka
Die Bainunk (Schreibvarianten unter anderem Bainounka,  Bainouk oder Bañun) sind eine Ethnie in den westafrikanischen Staaten Gambia, Senegal und Guinea-Bissau. In vielen Regionen handelt es sich dabei nur noch um eine historische Ethnie, doch in und um Ziguinchor identifiziert sich ein Teil der alteingesessenen Bevölkerung weiterhin als Bainunk.

## Historische Ethnie in Gambia
Sie lebten zwischen dem südlichen Ufer des Gambia-Flusses und dem nördlichen Ufer des Casamance-Flusses, also in der West Coast Region im Grenzgebiet zur Casamance, einer Region in Senegal. Möglicherweise handelte es sich dabei um die frühesten Besiedler in der senegambischen Küstenregion. Im 19. Jahrhundert hatten sich die Bainunka, ähnlich wie die Manjago, nahezu vollständig mit den Volksgruppen der Diola und der Mandinka vermischt, in den Volkszählungen von 1973 und 1983 wurden sie als eigene Ethnie gar nicht mehr aufgeführt. Die Geschichte und Kultur der Bainounkas ist daher nur wenig beschrieben.
So soll der Name der zweitgrößten Stadt Gambias Brikama aus der Sprache der Bainounka stammen und „Stadt der Frauen“ bedeuten. In der Vergangenheit hatten hier die weiblichen Herrscher unter der alten matriarchalischen Gesellschaftsordnung ihren Regierungssitz.
Auch werden sie häufig, wie die Jola und Manjago, in damit Verbindung gebracht, dass sie Palmwein erzeugen. Dazu klettern sie geschickt, nur mit einem elliptischen Gurt, die Palmen hinauf. Sie zapfen den Blütenstiel der Ölpalme (Elaeis guineensis) an und sammeln den Saft in Gefäßen, der dort vergärt und zu einem Getränk ähnlich dem Federweißen wird.

## Sprache
Ihre Sprache – die Dialekte Samik, Gunyamolo und Gunyuño – ist vom Aussterben bedroht.